# Lulu (album)
Lulu – wspólny album rockowego gitarzysty Lou Reeda oraz heavymetalowej grupy Metallica, który na świecie ukazał się 31 października 2011 roku, zaś dzień później, 1 listopada 2011 roku, został wydany także na terenie Ameryki Północnej.
Pomysł wspólnego projektu pojawił się w 2009 roku, gdy Metallica i Lou Reed zagrali wspólnie podczas koncertu zorganizowanego z okazji 25-lecia Rock and Roll Hall of Fame. Po tym występie obie strony zaczęły „czynić podchody w kierunku nagrania czegoś razem”, jednakże w ciągu kolejnych dwóch lat współpraca nie została rozpoczęta. W lutym 2011 roku gitarzysta Metalliki Kirk Hammett ogłosił, iż w maju 2011 roku grupa rozpocznie pracę nad czymś, co „nie będzie w 100 procentach materiałem Metalliki”. Sekretny projekt okazał się albumem powstałym w wyniku współpracy z Lou Reedem, co zostało ogłoszone w czerwcu 2011 roku po zakończeniu prac w studio.

## Produkcja
Reed skomponował zbiór utworów dla Lulu, produkcji teatralnej składającej się z dwóch sztuk napisanych przez niemieckiego dramaturga Franka Wedekinda. Reed zaprezentował dema tych utworów członkom Metalliki, Ci zaś zgodzili się na współpracę pod warunkiem możliwości „znaczącego wkładu w aranżację” tego materiału. David Fricke z magazynu Rolling Stone, któremu zaprezentowano „Pumping Blood” i „Mistress Dread”, dwa utwory wchodzące w skład albumu, opisał później ich brzmienie jako „wściekłe połączenie klasycznego albumu Reeda Berlin z 1973 roku oraz miażdżącego Master of Puppets Metalliki z 1986 roku”.

## Lista utworów
Opracowano na podstawie materiału źródłowego.
| CD 1 | CD 1               | CD 1    |
| Nr   | Tytuł utworu       | Długość |
| ---- | ------------------ | ------- |
| 1.   | „Brandenburg Gate” | 4:19    |
| 2.   | „The View”         | 5:17    |
| 3.   | „Pumping Blood”    | 7:24    |
| 4.   | „Mistress Dread”   | 6:52    |
| 5.   | „Iced Honey”       | 4:36    |
| 6.   | „Cheat On Me”      | 11:26   |
|      |                    | 39:54   |

| CD 2 | CD 2          | CD 2    |
| Nr   | Tytuł utworu  | Długość |
| ---- | ------------- | ------- |
| 1.   | „Frustration” | 8:33    |
| 2.   | „Little Dog”  | 8:01    |
| 3.   | „Dragon”      | 11:08   |
| 4.   | „Junior Dad”  | 19:28   |
|      |               | 47:10   |

## Twórcy
Opracowano na podstawie materiału źródłowego.
Metallica
- Lars Ulrich – perkusja, produkcja muzyczna
- James Hetfield – wokale, gitara rytmiczna, produkcja muzyczna; gitara prowadząca w „Junior Dad”
- Kirk Hammett – gitara prowadząca, produkcja muzyczna
- Robert Trujillo – gitara basowa, produkcja muzyczna

oraz
- Lou Reed – wokal prowadzący, gitara akustyczna, continuum, produkcja muzyczna

Dodatkowi muzycy
- Ulrich Maas – wiolonczela
- Rob Wasserman – kontrabas elektryczny
- Jessica Troy – altówka
- Sarth Calhoun – elektronika
- Jenny Scheinman – skrzypce, altówka, aranżacja smyczków
- Megan Gould – skrzypce
- Ron Lawrence – altówka
- Marika Hughes – wiolonczela

Inni
- Dan Monti – edycja cyfrowa
- Anton Corbijn – oprawa graficzna
- Greg Fidelman – produkcja muzyczna, inżynieria dźwięku, miksowanie
- Hal Willner – produkcja muzyczna
- Vlado Meller – mastering

## Listy sprzedaży
| Lista                     | Kraj              | Pozycja |
| ------------------------- | ----------------- | ------- |
| Ö3 Austria Top 40         | Austria           | 11      |
| ARIA Charts               | Australia         | 33      |
| Billboard Canadian Albums | Kanada            | 26      |
| Suomen virallinen lista   | Finlandia         | 16      |
| MegaCharts                | Holandia          | 17      |
| Oricon                    | Japonia           | 14      |
| Recorded Music NZ         | Nowa Zelandia     | 12      |
| VG-Lista                  | Norwegia          | 11      |
| OLiS                      | Polska            | 6       |
| Sverigetopplistan         | Szwecja           | 9       |
| Schweizer Hitparade       | Szwajcaria        | 14      |
| Billboard 200             | Stany Zjednoczone | 36      |
| UK Albums Chart           | Wielka Brytania   | 36      |
| FIMI                      | Włochy            | 9       |